# Availles-Limouzine
Availles-Limouzine è un comune francese di 1 340 abitanti situato nel dipartimento della Vienne nella regione della Nuova Aquitania.

## Società

### Evoluzione demografica
Abitanti censiti